# 66 Maja
66 Maja هو كويكب، يقع ضمن حزام الكويكبات. اكتشف في 9 أبريل 1861. وقد اكتشفه هوراس بارنيل تاتل.

## روابط خارجية
- 66 Maja في قاعدة بيانات مختبر الدفع النفاث لأجرام النظام الشمسي الصغيرة

- الاكتشاف · مخطط المدار ·  العناصر المدارية · المعلمات المادية

- 66 Maja على موقع ويكي سكاي: DSS2, SDSS, GALEX, IRAS, Hydrogen α, X-Ray, Astrophoto, Sky Map, Articles and images